# Kimberly-Clark
Die Kimberly-Clark Corporation mit Sitz in Dallas (USA) ist einer der führenden Hygieneartikelhersteller der Welt.
Die weltweit tätige Gesellschaft beschäftigt mehr als 38.000 Mitarbeiter und erwirtschaftete 2024 einen Umsatz von ca. 20 Milliarden US-Dollar. Chief Executive Officer ist seit 2019 Michael D. Hsu.

## Geschichte

Camelia Populär – Damenbinde um 1942 aus Beständen des Militärs für Krankenschwestern

Das Unternehmen Kimberly-Clark wurde 1872 von John Kimberly, Havilah Babcock, Charles Clark und Frank Shattuck in Neenah (Wisconsin) als Papierhersteller gegründet. 1914 entwickelte es eine Watte aus Zellstoff, die von der US-Armee während des Ersten Weltkriegs als Verbandsmaterial eingesetzt wurde. Diese bildete die Grundlage für die Damenbinde Kotex, die 1920 auf den Markt gebracht wurde, worauf schließlich 1924 mit Kleenex die Markteinführung des ersten Wegwerftaschentuchs folgte. Seit dem 8. Mai 1929 ist Kimberly-Clark an der New Yorker Börse notiert.
In den 1950er Jahren baute Kimberly-Clark in Mexiko, Deutschland und Großbritannien neue Werke. In den 1960er Jahren wurden 17 weitere Auslandsniederlassungen gegründet. 1970 begann Kimberly-Clark mit der Produktion von Wegwerfwindeln. 1991 verkauften Kimberly-Clark und die New York Times ihre Papierfabrik, die sie seit 1926 gemeinsam betrieben hatten. 1994 übernahm Kimberly-Clark von VP Schickedanz die Marke Camelia. 1995 kaufte Kimberly-Clark Scott Paper für 9,4 Milliarden US-Dollar. Danach folgten noch folgende größere Akquisitionen:
- 1999 Attisholz-Gruppe (Schweiz) für 365 Millionen US-Dollar, wobei die Cellulose Attisholz AG damals eigenständig blieb.
- 1999 Ballard Medical Products für 744 Millionen US-Dollar
- 2000 Safeskin (Arzthandschuhe) für 800 Millionen US-Dollar
- 2000 S-K Corporation (Taiwan)
- 2001 Linostar (Windeln, Italien)
- 2002 50-%-Beteiligung an Joint Venture in Australien mit Amcor für 775 Millionen US-Dollar
- 2003 Klucze (Papiertaschentücher, Polen)

2004 wurde das Geschäft mit herkömmlichem Papier als Neenah, Inc. abgespalten.
Mitte 2006 wurde das Werk Hakle Kimberly in Reichenburg geschlossen und in das Werk Niederbipp integriert. Die Traditionsmarke Hakle wurde ab diesem Zeitpunkt für die Schweiz in Niederbipp produziert. In der Schweiz wurde das Unternehmen vertreten von der Kimberly-Clark GmbH mit Sitz in Niederbipp. Bis Ende April 2021 soll das Werk in Niederbipp verkauft oder geschlossen werden. Die Produktion von Hakle soll nach Norditalien verlegt werden. Investiert werde in die Werke in Romagnano (Italien) und Rouen (Frankreich). Im Dezember 2020 wurde die Unternehmerfamilie Queck, welche bereits die Fripa Papierfabrik Albert Friedrich in Deutschland besitzt, als Käuferin für das Werk in Niederbipp bekannt gegeben. Das Werk wurde per Ende April 2021 übergeben.
In Deutschland ist das Unternehmen mit der Kimberly-Clark GmbH mit Sitz in Koblenz vertreten.
2025 gründete Kimberly-Clark ein Gemeinschaftsunternehmen mit der brasilianischen Suzano S.A. zur Herstellung, Vermarktung und zum Vertrieb von Tissue-Produkten. Suzano hält daran 51 Prozent der Anteile, Kimberly-Clark 49 Prozent. Kimberly-Clark bringt in das Joint-Venture mit Sitz in den Niederlanden fast sein ganzes Tissue-Geschäfts mit 22 Produktionsstätten und einer Produktionskapazität von rund 1 Million Tonnen Tissue, rund 9.000 Mitarbeitern sowie die Vermarktung und den Vertrieb seiner Marken in über 70 Ländern ein und erhält dafür von Suzano rund 1,7 Milliarden US-Dollar. Die Transaktion beinhaltet eine Option für Suzano zum späteren Erwerb des von Kimberly-Clark gehaltenen Anteils.

## Marken
Auf dem deutschen Privatkundenmarkt ist Kimberly-Clark mit den Marken Camelia, U by Camelia, DryNites, Huggies (durch die Übernahme der Attisholz-Gruppe), Kleenex, Servus, Depend und Cottonelle vertreten. In Österreich und in der Schweiz wird zudem noch Hakle von Kimberly-Clark vertrieben.